# Chökyi Döndrub
Pälchen Chökyi Döndrub (en tibétain : དཔལ་ཆེན་ཆོས་ཀྱི་དོན་གྲུབ), né en 1695 à Yolmo au Népal et mort en 1732, est un tulku tibétain. Il est le huitième Shamarpa, l'un des leaders spirituels les plus influents du karma kagyü dans le bouddhisme tibétain et du kagyü en général.

## Biographie
Le 11e karmapa l'ayant reconnu comme réincarnation du précédent shamarpa, il envoya une délégation au Népal pour l'inviter au Tibet. Il fut cependant retenu trois ans par le roi du Népal (Bhupalendra Malla 1687–1700). Le 11e karmapa réitéra son invitation, et le roi (Bhaskara Malla 1700–1714) l'autorisa à partir à l'âge de sept ans. Il fut intronisé à Tsourphou par le 11e karmapa, dont il devint le disciple. Bien qu'étranger, il fut autorisé à rester au Tibet par le gouvernement tibétain. Ayant reçu les enseignements karma-kagyu, il devint un maillon de la lignée du Rosaire d'Or, et le maître du 12e karmapa.
Il accompagne le 12e karmapa en Chine, à l'invitation de l'empereur de Chine. Le karmapa aurait pressenti sa mort, et  donna des indications dans une lettre qu'il fit parvenir à Situ Panchen pour rechercher sa prochaine incarnation. Il est mort le 30e jour du 10e mois de l'année du rat d'eau (17 décembre 1732) en route vers Pékin, à Lanzhou en Chine de la variole, comme Shamar Rinpoché 2 jours plus tard. L'empereur ne put donc pas les rencontrer.